# معبد هرقل (عمان)
معبد هرقل هو مبنى تاريخي يقع ضمن قلعة عمّان في وسط العاصمة الأردنية عمّان. يُعتبر من أهم المباني الرومانية الباقية إلى اليوم بالمدينة وأضخم من أي معبد روماني تم بناؤه في روما نفسها. يعود تاريخه إلى القرن الثاني للميلاد. يشكّل الجزء المتبقي من هذا المبنى أحد أهم معالم مدينة عمّان في الوقت الحاضر، والذي يرمز إليها ولتاريخها.

## تاريخ

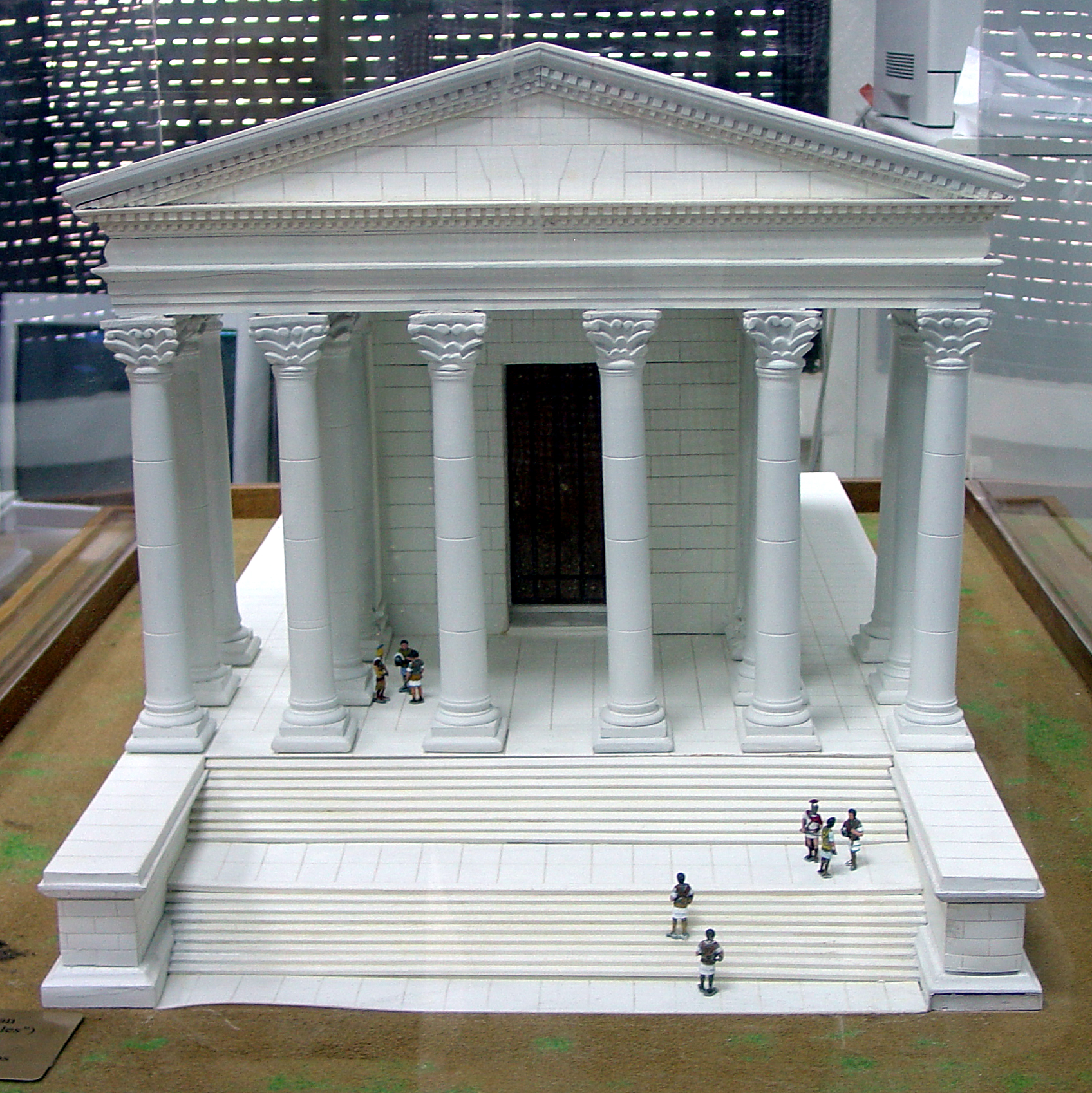
نموذج ثلاثي الأبعاد لما يُعتقد أنه تصميم معبد هرقل، الذي لم يبقى منه اليوم سوى عدد قليل من الأعمدة.

تم بناء هذا المعبد على شرف الإمبراطور الروماني ماركوس أوريليوس بين عاميّ 161 و 166 م حسب بعض النقوش التي وُجدت في الموقع. يمكن اليوم رؤية واجهة واحدة متبقية من المعبد مكونة من ستة أعمدة ضخمة، بالإضافة إلى بعض الأعمدة الأخرى من غرف القصر الأخرى.
لقد كُرس اسم المعبد لهرقل، أحد الآلهات الرومانية التي كانت مهمتها ووظيفتها حماية المدينة. يشار بالذكر إلى أنه قد تم بناء تمثالاً ضخمًا لهرقل عند مدخل الهيكل، حيث توجد آثار متبقية لليد.
تم تصميم الهيكل بشكله الأصلي بطول 52 مترًا وبعرض 22 مترًا. وكانت أروقته الخارجية تقوم على صفين من الأعمدة يبلغ ارتفاع كل عمود منها 9 أمتار، ويبلغ قطر العمود الواحد منها 1,5 متر. كما يوجد فوق الأعمدة تيجان من الطراز الكورنيثي. وتربط بين الأعمدة عتبات عًليا طول الواحدة منها 7 أمتار.
وقد أشارت الحفريات إلى أن هناك أعمدة غير مكتملة، مما يدعم فرضية أن المبنى لم يكن مكتملاً إنشائيًا.
أما هذه الأيام، فلم يبق من هذا البناء الضخم والفخم إلا القليل من الأعمدة. وقد قامت وزارة السياحة والآثار بالتعاون مع المركز الأمريكي للأبحاث الشرقية بإعادة ترميم المبنى في بداية التسعينات من القرن الماضي ليكون بالشكل الحالي.

## صور

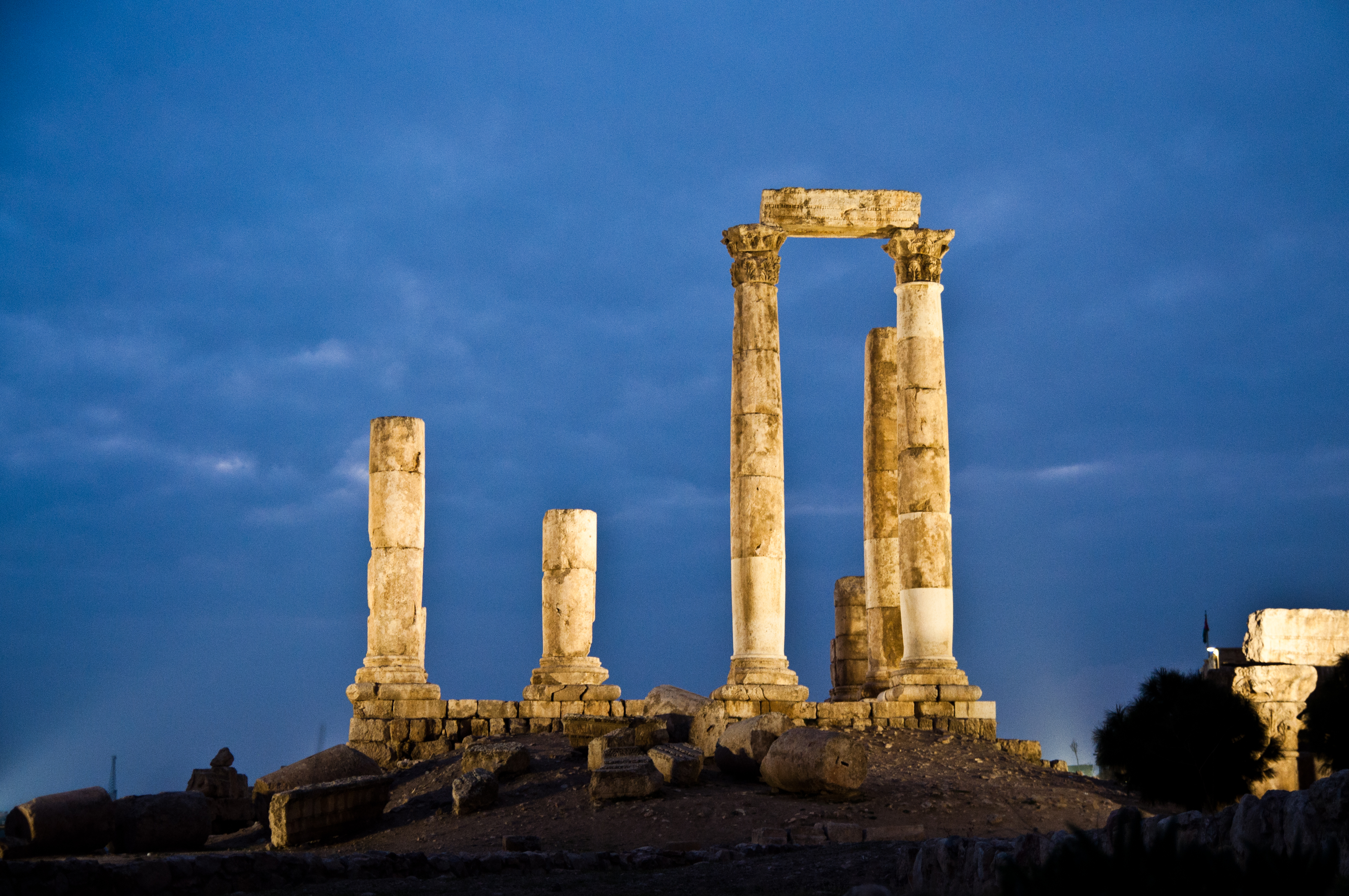
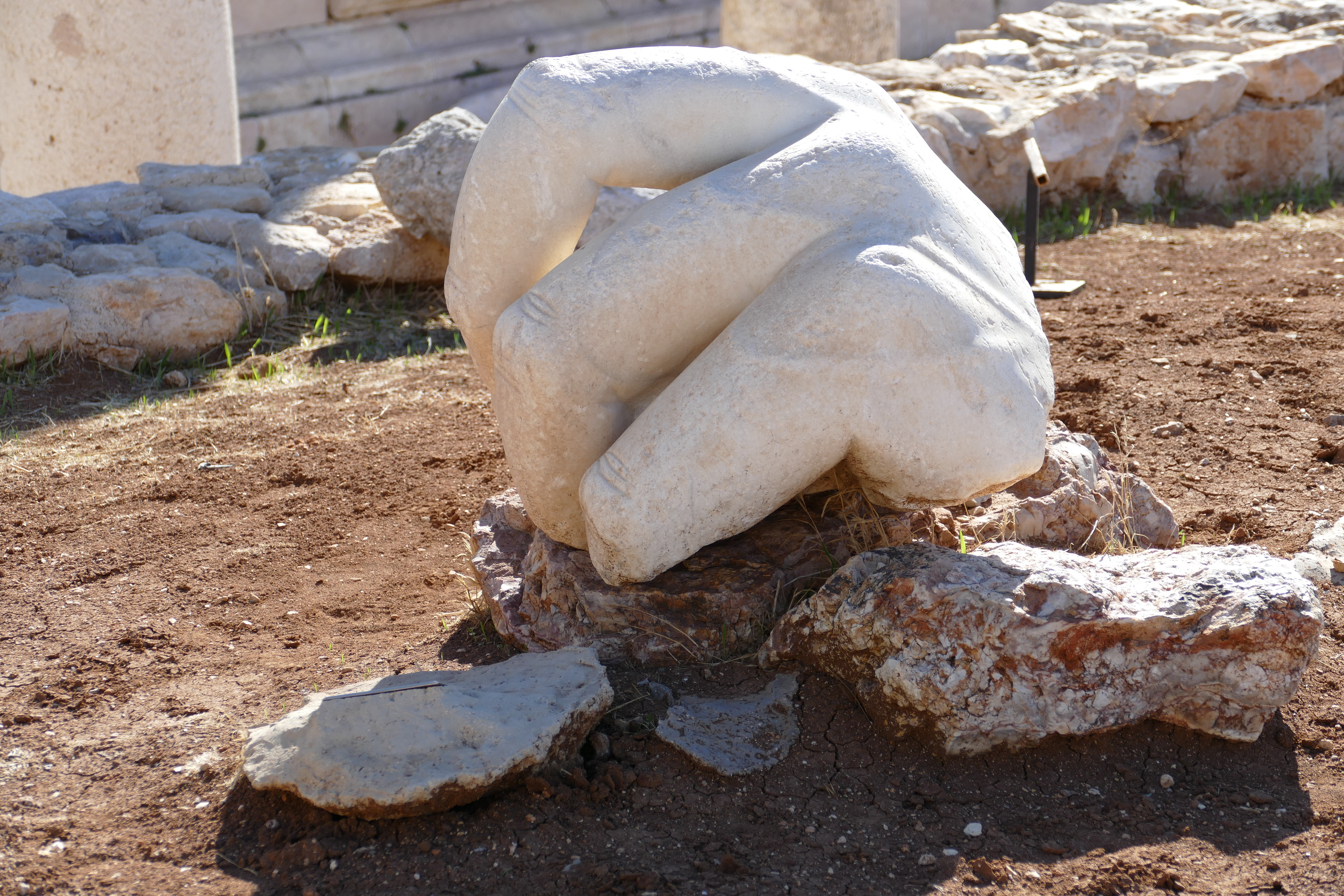
يد هرقل
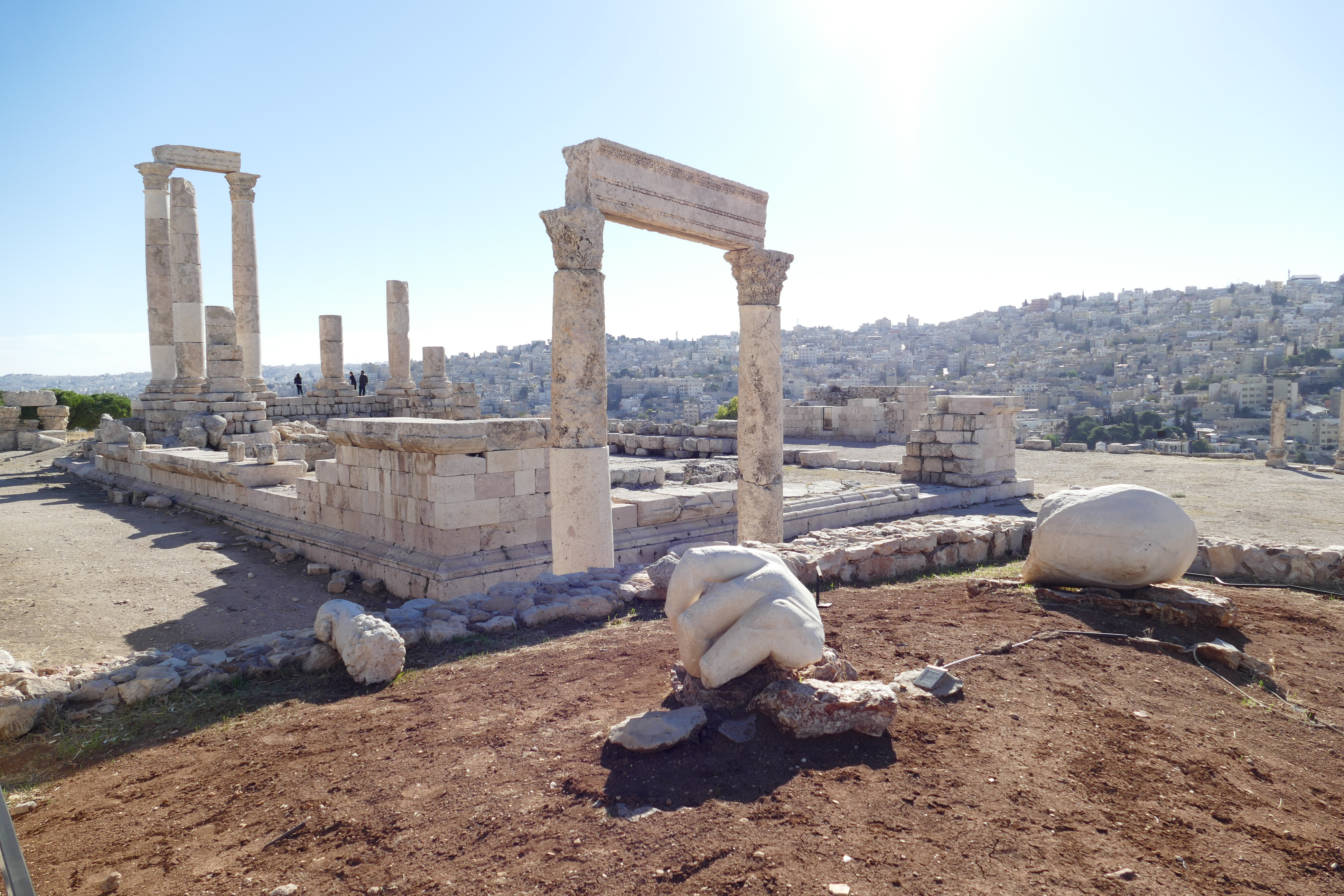
يد هرقل

## وصلات خارجية
- فيديو لمعبد هرقل وجبل القلعة